# Бердянка (приток Урала)
Бердянка — река в России, протекает в Оренбургской области. Длина реки составляет 65 км. Площадь водосборного бассейна — 870 км².
Начинается вблизи урочища Лукинская гора из родников в овраге Красный Яр. Течёт в северном направлении через сёла Беляевка, Михайловка, Смирновка, Пугачевский, Бердянка по открытой местности. В среднем течении протекает по оврагу с крутыми, высотой 5—6 метров, берегами. Устье реки находится в 1323 км по левому берегу реки Урал у поселка Чкалов на высоте 90 метров над уровнем моря.
Ширина реки вблизи устья — 10 метров, глубина — 0,3 метра.
Основные притоки — овраг Эцельский (лв), овраг Желандовский (пр), овраг Ащечай (лв), река Букабай (пр), река Каргачка (пр).
Этимология названия: по одной из версий, в переводе с тюркских языков — «Хариусовая».

## Данные водного реестра
По данным государственного водного реестра России относится к Уральскому бассейновому округу, водохозяйственный участок реки — Урал от города Орск до впадения реки Сакмара. Речной бассейн реки — Урал (российская часть бассейна).
Код объекта в государственном водном реестре — 12010000812112200004751.

## Галерея

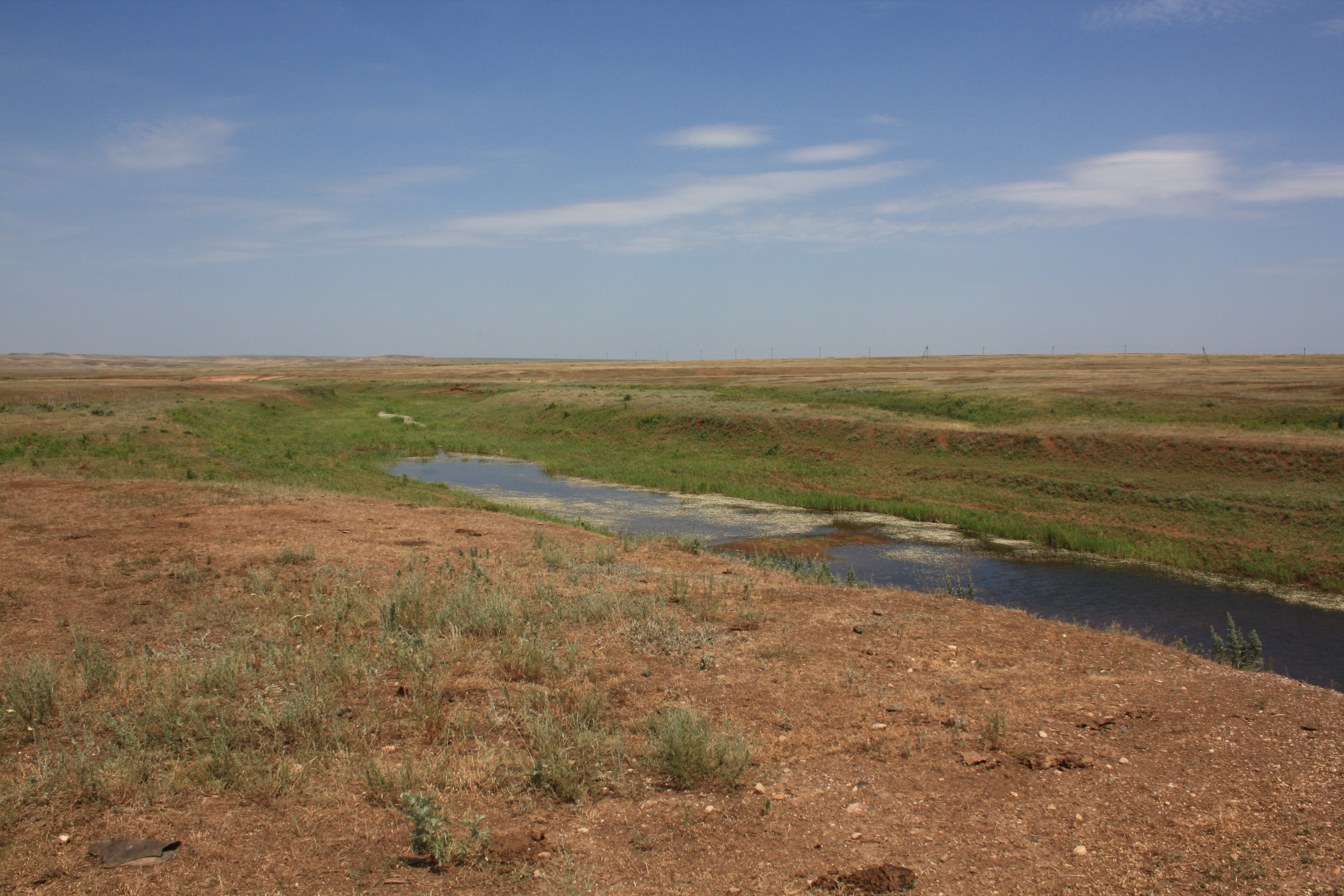
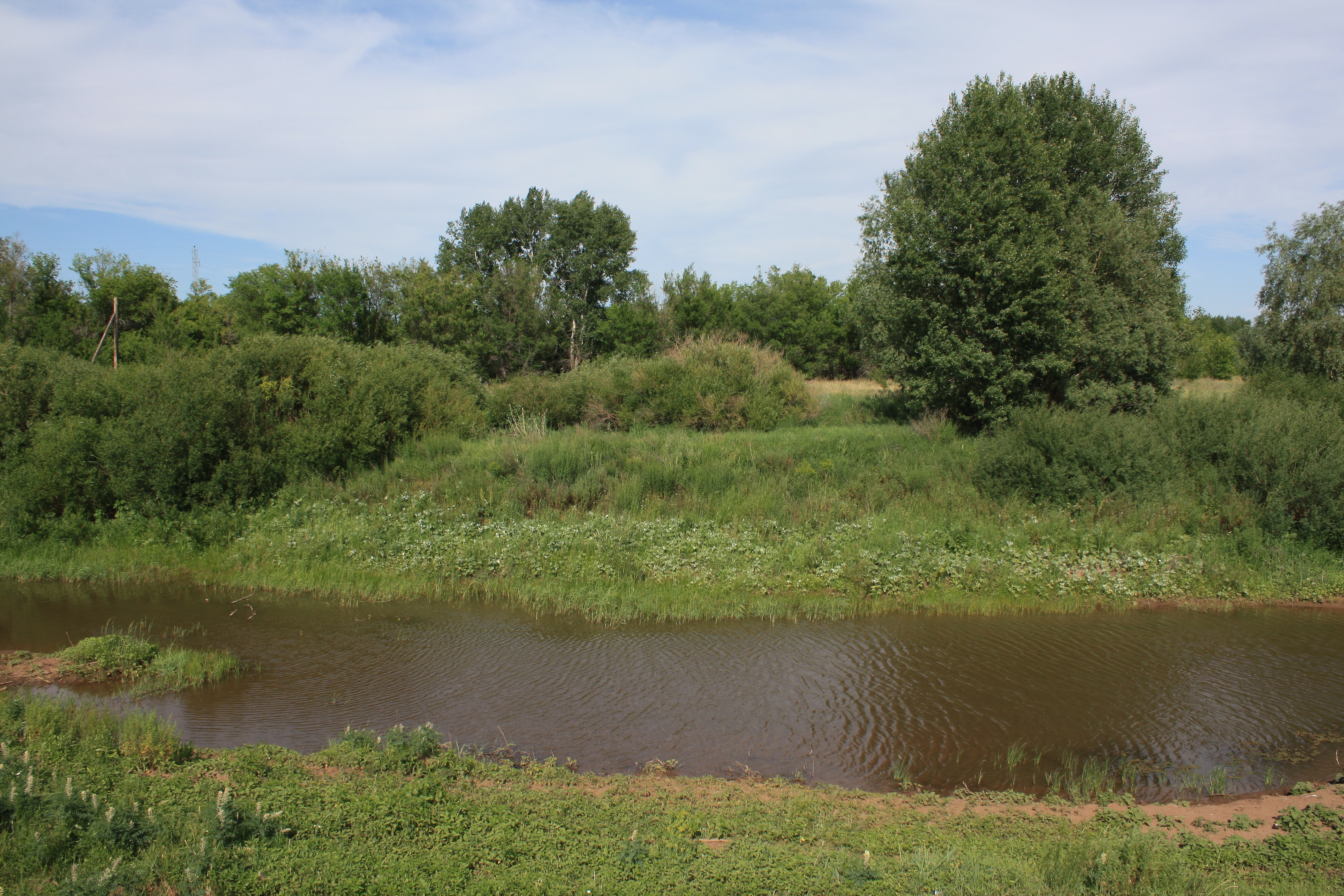
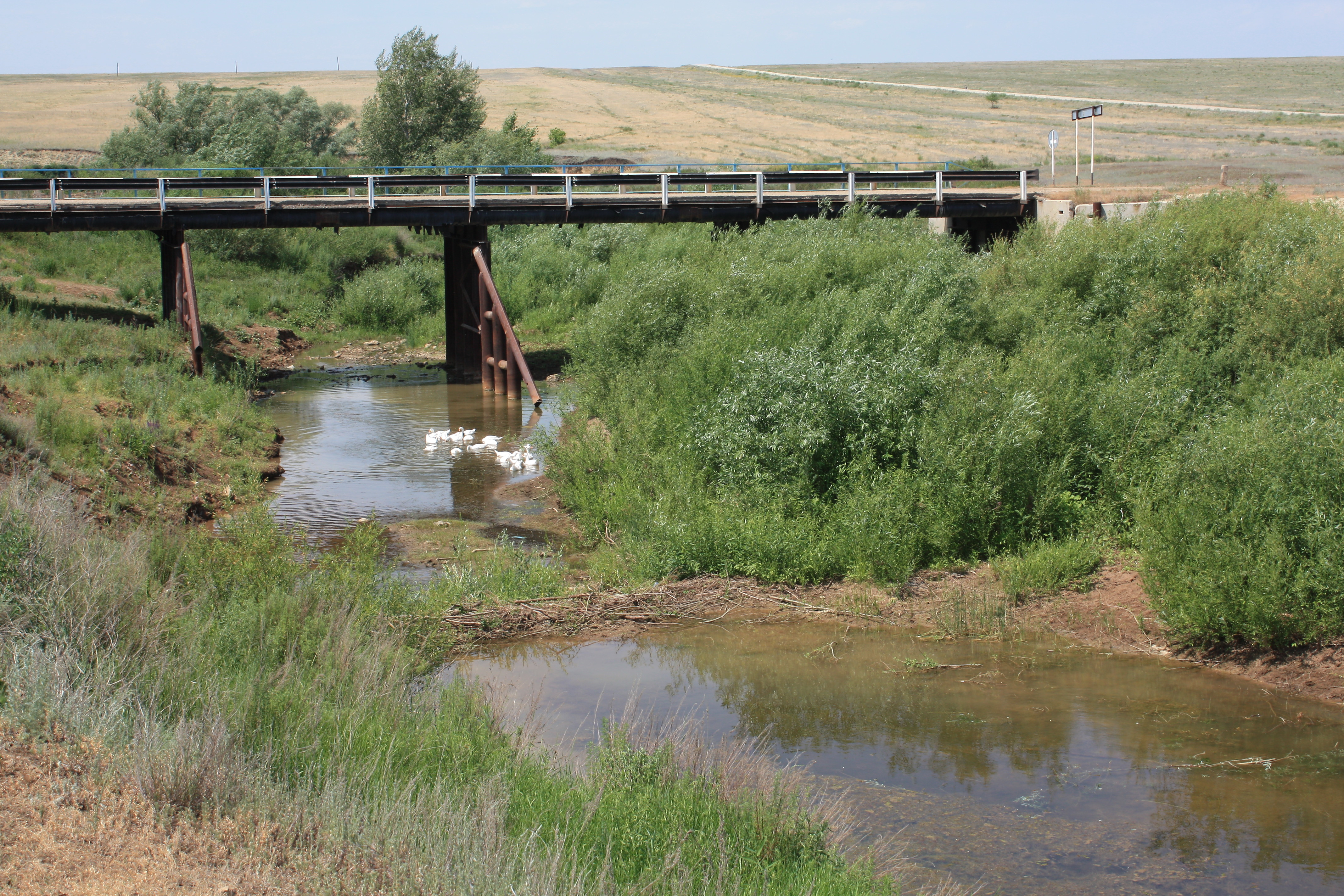
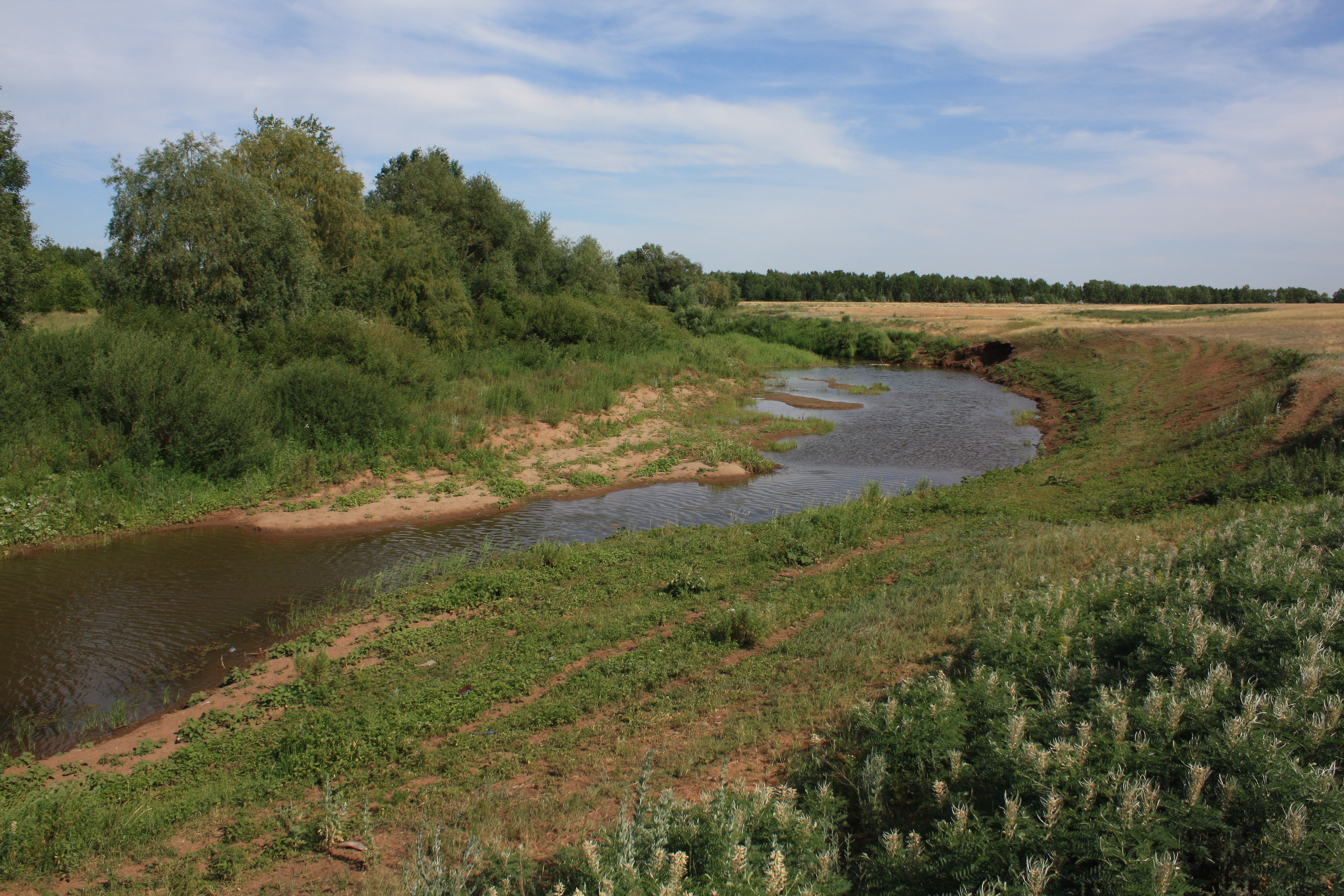
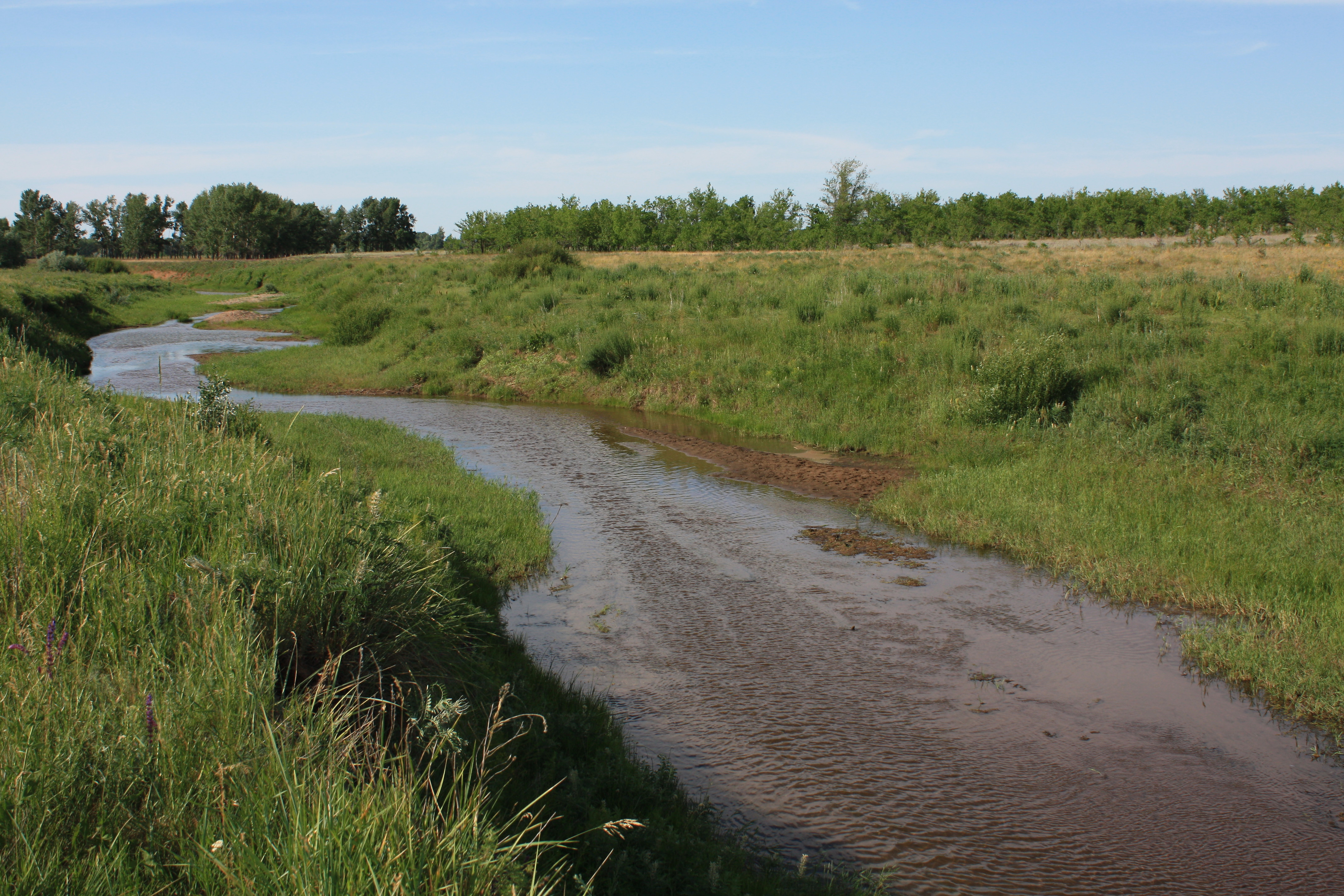
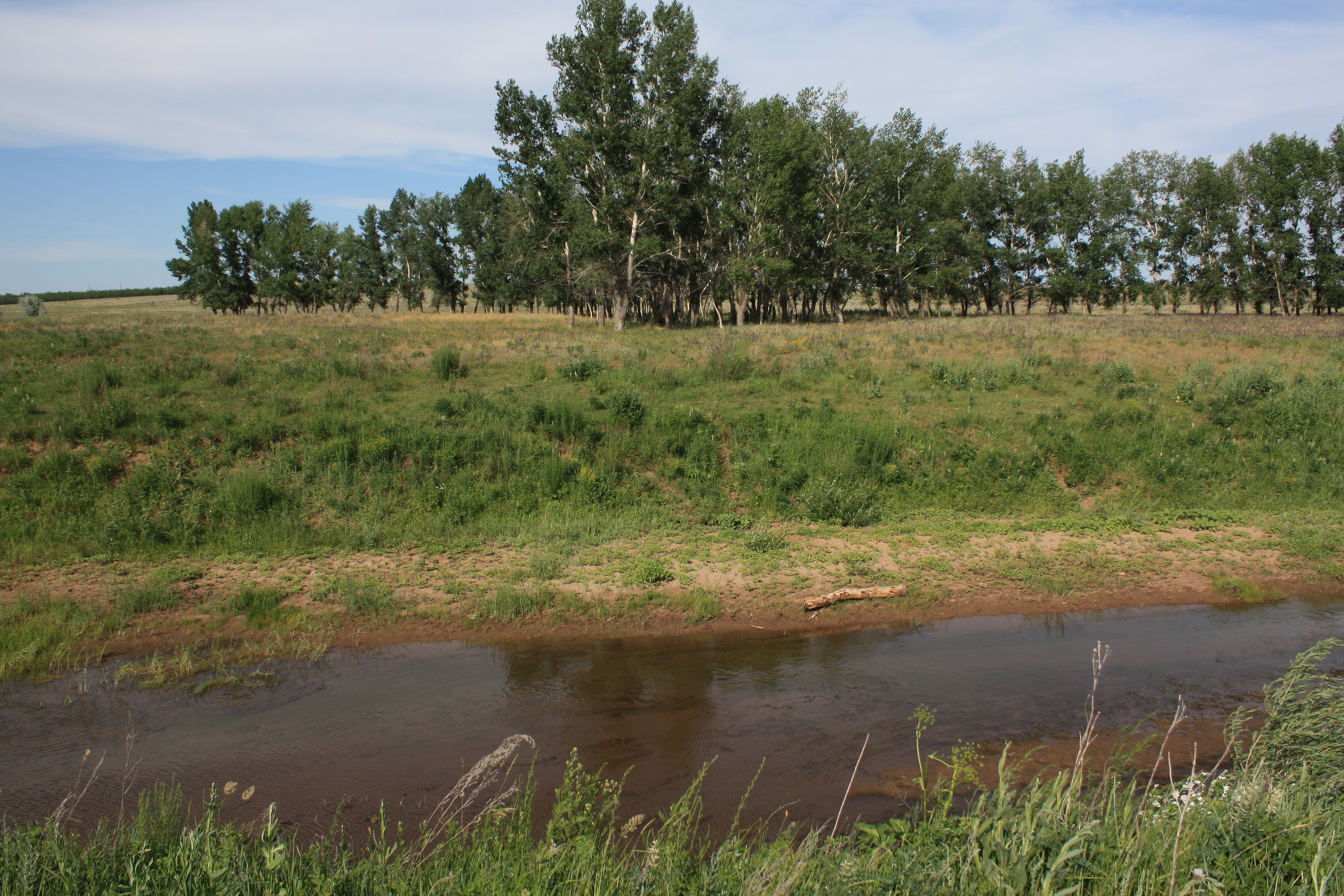
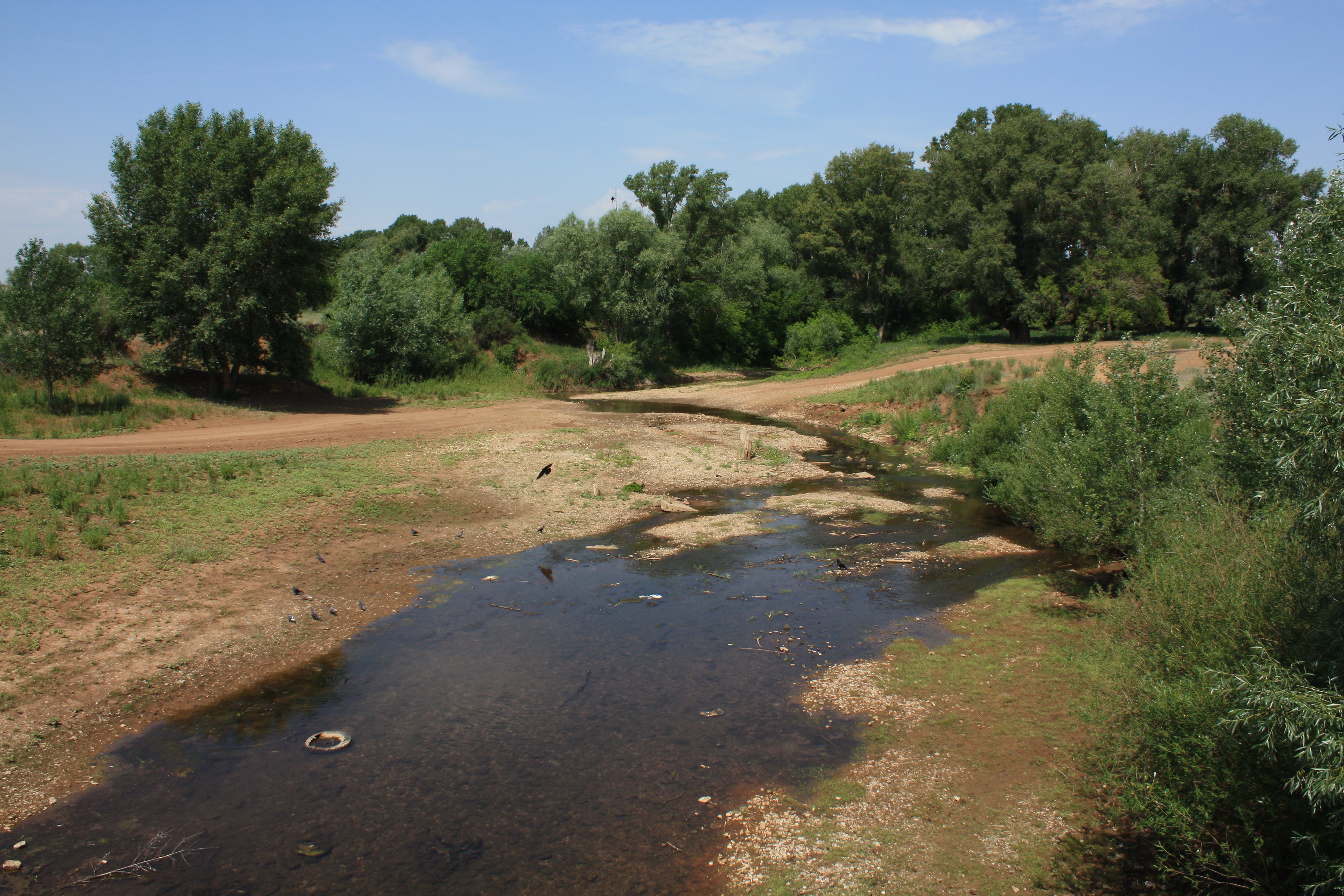
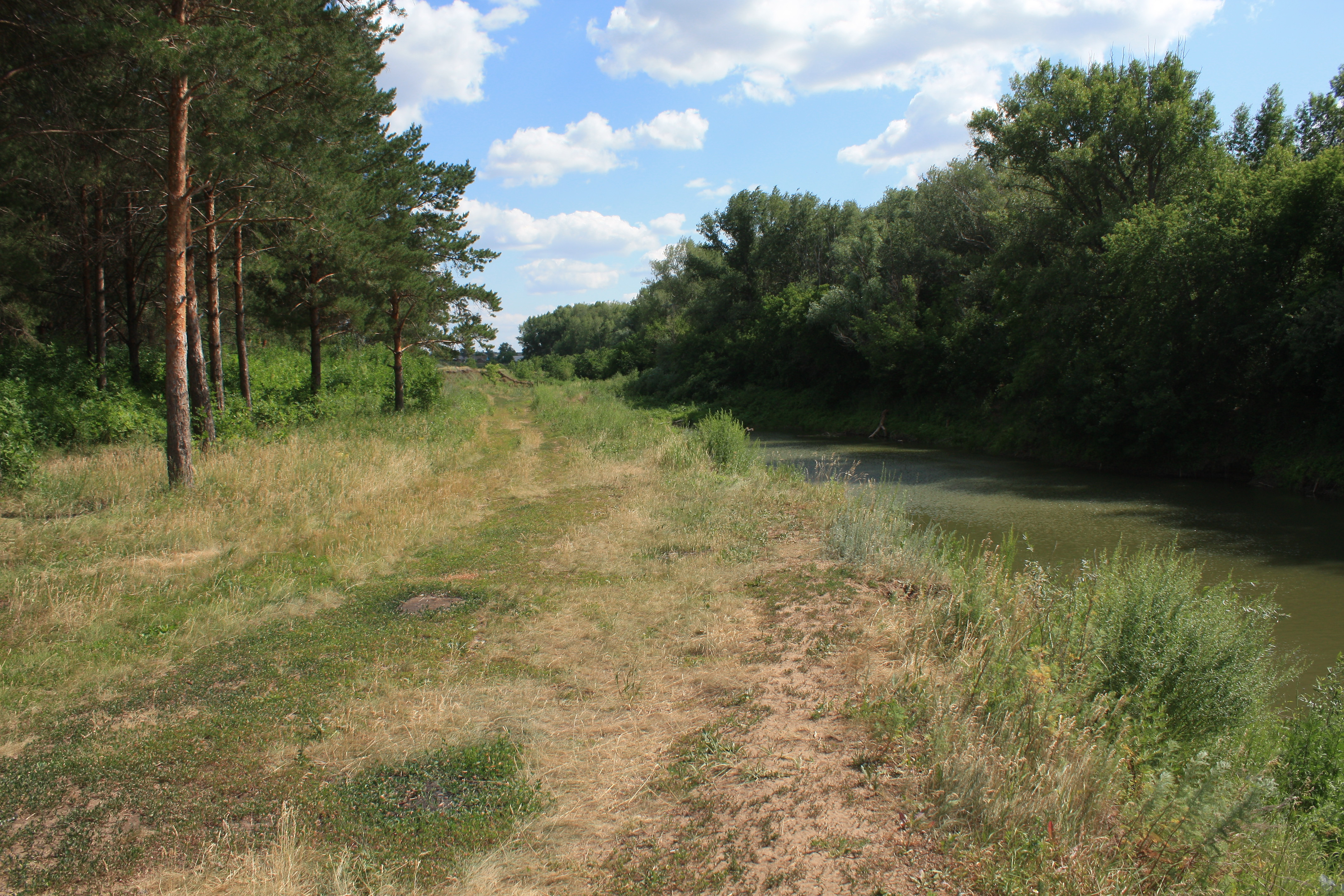